# Klassiker (album av Niklas Strömstedt)
Klassiker är ett samlingsalbum av Niklas Strömstedt, utgivet den 30 mars 2005 på skivbolaget Metronome. Albumet nådde inga listframgångar.

## Låtlista
1. "Halvvägs till framtiden" – 4:04
2. "I hennes rum" – 4:23
3. "Oslagbara!" – 3:46
4. "En väg till mitt hjärta" – 3:41
5. "Flickor talar om kärleken (män dom gör just ingenting alls)" – 3:49
6. "Vart du än går" – 3:59
7. "Mannen i ditt liv" – 4:17
8. "Så snurrar din jord" – 3:36
9. "Om" – 4:02
10. "Inga änglar gråter" – 4:47
11. "Sånt är livet" – 4:38
12. "Färja ut i rymden" – 4:36
13. "Nu har det landat en ängel" – 3:56
14. "24 timmar" – 4:01
15. "Byns enda blondin" – 4:39
16. "Långt liv i lycka" – 3:53